# 586. п. н. е.

## Догађаји
- Вавилонски владар Навукодоносор разорио и освојио Јерусалим